# الوادي الذهبي

ريو دي أورو (في الأسفل) أثناء الاستعمار الإسباني

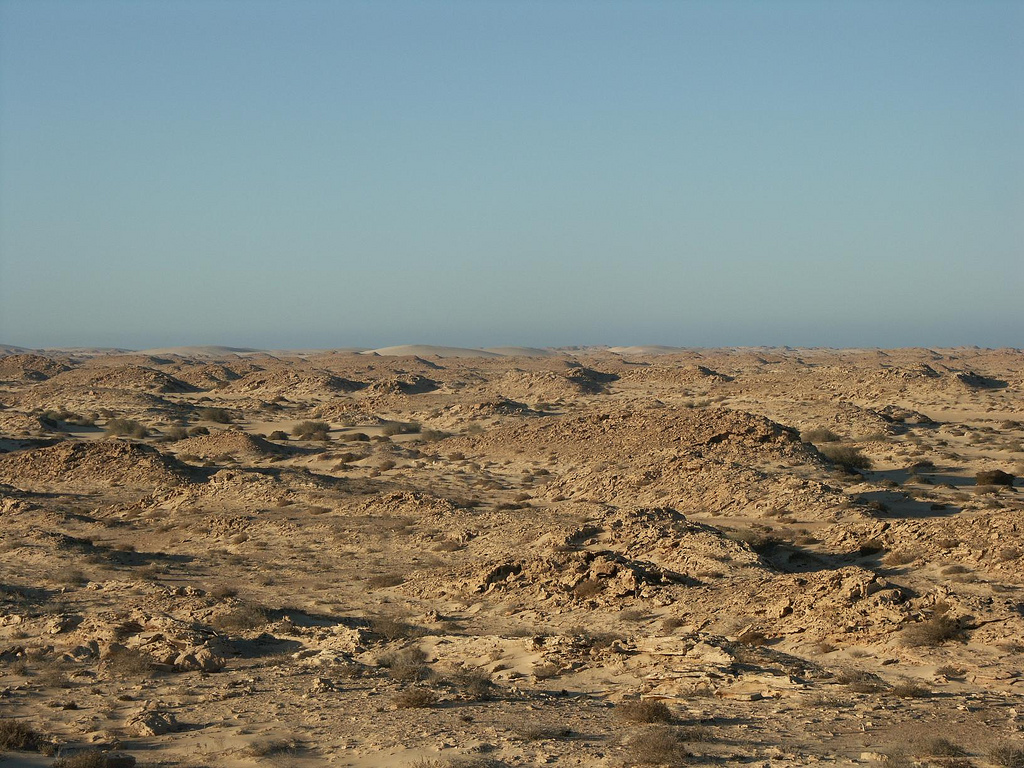
تضاريس طبيعية مهجورة في منطقة ريو دي أورو ، بالقرب من بلدة Guerguerat

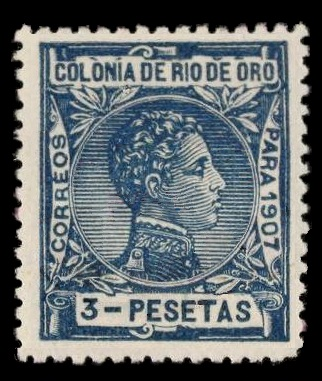
ختم ريو دي أورو الصادر عام 1907.

وادي الذهب (الإسبانية ل «ريو دي أورو»؛ كان الوادي مع الساقية الحمراء، واحدة من المنطقتين اللتين شكّلا مقاطعة الصحراء الإسبانية الإسبانية بعد عام 1969 ؛ وقد تم اعتبارها مستعمرة إسبانية في أواخر القرن التاسع عشر. يبدو أن اسمه جاء من نهر شرقي - غربي كان من المفترض أن يمر به. كان يعتقد أن النهر قد جف إلى حد كبير - الوادي، كما يشير الاسم - أو اختفى تحت الأرض

## التسمية
وقد اشتق الاسم الإسباني من اسمه السابق ريو دو أورو، وهو الذي أعطاه إياه المكتشف البرتغالي أفونسو غونسالفيس بالدايا في عام 1436.

## الخلفية
أرسل الأمير البرتغالي هنري المستكشف مهمة عام 1435، تحت جيل إيانس وبلدايا، للعثور على نهر الأسطوري من الذهب في غرب إفريقيا. وايضا عند نزولهم إلى الساحل، قاموا بجولة في شبه الجزيرة الداخلة في الصحراء الحالية وخرجوا إلى مدخل يعتقدون بحماس يقال عنه مصب نهر الذهب (انظر نهر السنغال).ولقد استمر استخدام الاسم للمدخل والمنطقة المحيطة به على الرغم من عدم العثور على الذهب هناك، ولا في مياه الخليج الضيق، ولا في جواره
تحتل الجزء الجنوبي من الصحراء الغربية، وتقع الأراضي بين 26 ° شمالا و 21 ° 20 'جنوبا. تبلغ مساحة المنطقة حوالي 184000 كم (114000 ميل)، مما يجعلها حوالي ثلثي الصحراء الغربية بأكملها. كانت العاصمة الإقليمية السابقة التي أسسها الإسبان فيلا سيسنيروس، والتي أعيدت تسميتها تحت الإدارة المغربية عام 1976 «الداخلة».
كانت معركة ريو دي أورو حركة سفينة واحدة خاضت في أغسطس 1914 خلال الحرب العالمية الأولى. هاجم طراد بريطاني محمي طرادًا مساعدًا ألمانيًا قبالة المستعمرة الإسبانية الصغيرة ريو دي أورو

## أحداث مهمة
في عام 1975، عندما انسحبت إسبانيا من المنطقة، انقسمت الصحراء الغربية بموجب اتفاقيات مدريد بين موريتانيا والمغرب، حتى لو كانت جبهة البوليساريو قد اعترضت على هذا الانقسام بمرارة. خط التقسيم يمر في منتصف الطريق عبر ريو دي أورو، مع المغرب يأخذ الجزء الشمالي بالإضافة إلى الساقية الحمراء، وموريتانيا بضم الثلث السفلي من المستعمرة كمحافظة شمالية تسمى تيريس الغربية (تيريس الغربية). كانت عاصمتها الإقليمية تسمى بالفعل الداخلة. بعد حرب مدمرة استمرت أربع سنوات مع جبهة البوليساريو، تخلت موريتانيا عن تيريس الغربية، وانسحبت من الصحراء الغربية، وتركت المغرب والبوليساريو باعتبارهما المتحاربين الوحيدين في النزاع، والذي لم يتم حله بعد؛ وقف إطلاق النار ساري المفعول منذ عام 1991.
وقد تنقسم هذه المنطقة اليوم إلى الجدار العسكري المغربي، وحيث يحتل المغرب الأجزاء الواقعة إلى الغرب من البلاد، ويوجد أيضًا المنطقة الحرة التي تسيطر عليها جبهة البوليساريو، وهي تحت سيطرة الجمهورية العربية الصحراوية الديمقراطية إلى الشرق. وأيضًا هذه المناطق هي أقسام مؤقتة تم التفاوض بشأنها كجزء من بعثة الأمم المتحدة للاستفتاء في الصحراء الغربية (مينورسو) لوقف إطلاق النار.